# Villasol
Villasol es un barrio rural  del municipio filipino de quinta categoría de Agutaya perteneciente a la provincia  de Paragua en Mimaro,  Región IV-B.

## Geografía
Este barrio  se encuentra en situado la isla de Agutaya,  situada  en el mar de Joló en las  Islas de Cuyos, archipiélago formado por  cerca de 45 islas situadas al noreste de la isla  de Paragua (Puerto Princesa), al sur de Mindoro (San José) y al oeste de la de  Panay (Iloílo).
Su término ocupa la parte oriental  de la isla y linda al norte   con el  barrio de Villafría y al oeste con el barrio de Abagat.

### Demografía
El barrio  de Villasol contaba  en mayo de 2010 con una población de 858  habitantes.